# Rhizopus
Rhizopus is een wijdverspreid geslacht van saprofyte schimmels die als parasieten op planten en dieren worden aangetroffen. Ze komen voor op rijpe groenten en fruit, feces, zoete voedingsmiddelen als jam en stroop, leer, brood, pinda's en tabak. Sommige soorten kunnen ook optreden als opportunistische infecties bij mensen en kunnen dodelijk zijn. Deze infecties kunnen een complicatie zijn van ketoacidose bij diabetespatiënten.
Schimmels van het geslacht Rhizopus zijn draadachtig van vorm. De schimmeldraden zijn vertakt en hebben geen tussenwanden tussen de cellen. De sporangia zijn duidelijk te herkennen op de top van de sporangioforen.

## Soorten
Volgens Index Fungorum telt het geslacht 12 soorten (peildatum augustus 2023):
| Soortnaam              | Auteur(s)                                                | Publicatiejaar |
| ---------------------- | -------------------------------------------------------- | -------------- |
| Rhizopus americanus    | (Hesselt. & J.J. Ellis) R.Y. Zheng, G.Q. Chen & X.Y. Liu | 2000           |
| Rhizopus arrhizus      | A. Fisch.                                                | 1892           |
| Rhizopus caespitosus   | Schipper & Samson                                        | 1994           |
| Rhizopus homothallicus | Hesselt. & J.J. Ellis                                    | 1962           |
| Rhizopus koreanus      | Hyang B. Lee & T.T.T. Nguyen                             | 2016           |
| Rhizopus lyococcus     | (Ehrenb.) G.Y. Liou, F.L. Lee, G.F. Yuan & Stalpers      | 2007           |
| Rhizopus megasporus    | Boedijn                                                  | 1959           |
| Rhizopus microsporus   | Tiegh.                                                   | 1875           |
| Rhizopus niveus        | M. Yamaz.                                                | 1919           |
| Rhizopus schipperae    | Weitzman, McGough, Rinaldi & Della-Latta                 | 1996           |
| Rhizopus sexualis      | (G. Sm.) Callen                                          | 1940           |
| Rhizopus stolonifer    | (Ehrenb.) Vuill.                                         | 1902           |

. 